# トヨタ自動車東日本
トヨタ自動車東日本株式会社（とよたじどうしゃひがしにほん、TOYOTA MOTOR EAST JAPAN, INC.）は、宮城県黒川郡大衡村に本社を置く自動車製造メーカーである。トヨタ自動車の完全子会社であり、トヨタグループ13社のひとつ。略称「TMEJ」。

## 概要
トヨタ自動車東日本は、2012年（平成24年）7月に関東自動車工業・セントラル自動車・トヨタ自動車東北の3社を統合して誕生したトヨタグループの小型車専門製造会社である。本社所在地は、旧セントラル自動車本社が置かれていた宮城県黒川郡大衡村。
東北を中心に地域一体となったものづくりを介し、コンパクトカーを製造してトヨタグループのグローバル戦略の一翼を担うことを目指す。2015年（平成27年）7月には、従来ダイハツ工業に生産を委託していたシエンタを、世代交代を機に宮城大衡工場に移管生産させたほか、従来同工場で生産されてきた3代目カローラフィールダー（現・カローラフィールダーEX）は一時的に岩手工場に移管された（2017年より宮城大衡工場へ再移管）。ただし、現行モデルとなるトヨタ教習車を含む2代目カローラアクシオ（現・カローラアクシオEX）は創業時から宮城大衡工場で長期に渡って生産されている。
2017年（平成29年）まで一貫生産されていたコンフォート・クラウンコンフォート・XS10系クラウンセダン、ならびにその命脈を受け継ぎ、同年から生産を開始したJPN TAXIはいずれも東富士工場製造車両であった。
2018年（平成30年）7月20日、東富士工場を2020年（令和2年）12月までに閉鎖することが発表された。この時点において東富士工場で生産されているポルテとスペイドは同月10日をもって生産終了となり、JPN TAXIは宮城大衡工場へ、センチュリーはトヨタ自動車元町工場へそれぞれ移管された。

## 沿革
- 2012年（平成24年）
  - 7月1日 - 関東自動車工業がセントラル自動車、トヨタ自動車東北を吸収合併し、トヨタ自動車東日本株式会社に改称。本社は旧・セントラル自動車本社（宮城県黒川郡大衡村）へ移転され設置。旧・関東自動車本社（神奈川県横須賀市）は、トヨタ自動車東日本横須賀事業所に名称変更。
  - 12月 - 宮城大和第3工場竣工、エンジン生産開始。
- 2013年（平成25年）
  - 3月 - 若柳工場閉所、設備開発棟開所。
  - 4月 - トヨタ東日本学園開学。
- 2020年（令和2年）12月31日 - 東富士工場を閉鎖[15][13]。跡地には「トヨタグループによる未来の新しい都市」であるウーブン・シティ[16][注釈 3]が建設される。
- 2021年（令和3年）1月4日 - 宮城大衡工場にて東富士工場から移管されたJPN TAXI、およびその同型車種となる香港・マカオ市場専売の2代目コンフォートの生産開始。

### 歴代社長
- 内川晋（関東自動車工業）
- 安田善次（関東自動車工業2004年- ）
- 服部哲夫（関東自動車工業2008年- ）
- 白根武史（2012年- ）
- 宮内一公（2019年- ）
- 石川洋之（2023年- ）[17]

## 事業所
以下、事業所と所在地。
- 本社、宮城大衡工場
宮城県黒川郡大衡村中央平1番地
  - 現行製造車種：カローラアクシオEX/トヨタ教習車（アクシオEXの同型車）、カローラフィールダーEX、シエンタ/シエンタGO（香港・マカオ市場専売）、シエンタウェルキャブ、ヤリスクロス[19]、JPN TAXI/コンフォート → Toyota TAXI（香港・マカオ市場専売の2代目）
  - 旧・セントラル自動車本社、宮城工場
- 宮城大和工場
宮城県黒川郡大和町松坂平5丁目1番地の1
  - 現行製造エンジン：1NZ-FE、1NZ-FXE、1NZ-FXP、2NR-FKE、1KR-FE[注釈 4]、M15A-FXE、M15A-FKS
  - 旧・トヨタ自動車東北
- 岩手工場
岩手県胆沢郡金ケ崎町西根森山1
  - 現行製造車種：アクア、アクアウェルキャブ、ヤリス（GRヤリス除く[注釈 5]）、ヤリスクロス[19]、レクサス・LBX（MORIZO RR除く[注釈 6]）、カローラクロス
  - 旧・関東自動車工業　岩手工場
- 東富士総合センター
静岡県裾野市御宿1501
  - 旧関東自動車工業 東富士総合センター
- 須山工場
静岡県裾野市須山2810-1
  - 旧・関東自動車工業　東富士工機工場
- カンジコー・ド・ブラジル
ブラジルサンパウロ州
- ACSE社
タイ王国

### 閉鎖された事業所
- 若柳工場（2013年3月31日閉鎖）
宮城県栗原市若柳武鎗字生江沢50
  - 旧・セントラル自動車 若柳工場
- 東富士工場（2020年12月31日閉鎖）
静岡県裾野市御宿1200
  - 旧・関東自動車工業 東富士工場

## 結ギャラリー
トヨタ自動車東日本の展示施設が宮城・岩手の2か所にあり、見学は宮城は予約不要、岩手は予約制となっている。
- 本社･宮城大衡工場内
- 岩手工場内

## 関連施設・関連会社
- トヨタ東日本学園
  - 本社内に併設された、宮城県知事より認定職業訓練許可を受けた職業能力開発校。企業内の訓練校。
- EJサービス
  - トヨタ自動車東日本の各工場諸施設の管理警備業務、従業員の福利厚生業務を所掌。
  - トヨタホーム事業

## スポーツ活動
- トヨタ自動車東日本レガロッソ （ハンドボール部・REGAROSSO）
  - 1966年、セントラル自動車ハンドボール部として設立。
  - 2012年より日本ハンドボールリーグに参戦。
  - 同年7月にセントラル自動車の吸収合併に伴い現名称に改称。
- トヨタ自動車東日本セーリングチーム
  - 1970年創部。
- トヨタ自動車東日本硬式野球部
  - 2012年4月、関東自動車工業硬式野球部 (2代) として創部。
  - 同年7月に社名の変更に伴い現名称に改称。